# Черкасово (Медведевський район)
Черка́сово (рос. Черкасово, марій. Черкасово) — присілок у складі Медведевського району Марій Ел, Росія. Входить до складу Русько-Кукморського сільського поселення.

## Населення
Населення — 14 осіб (2010; 6 у 2002).
Національний склад (станом на 2002 рік):
- росіяни — 83 %